# Gamasutra
Gamasutra este un site de jurnalism de jocuri video fondat în 1997. Este deținut și operat de UBM TechWeb , divizie a Unite Business Media, și este site-ul soră pentru revista Game Developer. Gamasutra și echipa sa de editori au câștigat Premiul Webby în 2006 și 2007; cele cinci cuvinte folosite în discursurile de acceptare ale premiilor au fost „Inimă plus știință egal jocuri”, respectiv „Artă plus știință, încă jocuri”.

## Jocul anului
Editorii Gamasutra au ales anual, până în 2012, jocul anului. După 2012, editorii au dat publicității o listă cu top 10 jocuri, și una cu top 5 jocuri în 2013.
| An   | Joc                 | Gen                                           | Platform(e)                                           | Dezvoltator(i)           |
| ---- | ------------------- | --------------------------------------------- | ----------------------------------------------------- | ------------------------ |
| 2006 | Wii Sports          | sport                                         | Wii                                                   | Nintendo EAD             |
| 2007 | Portal              | Puzzle, first-person shooter, science fiction | Xbox 360, PlayStation 3, Windows, GNU/Linux           | Valve Corporation        |
| 2008 | Fallout 3           | RPG                                           | PlayStation 3, Windows, Xbox 360                      | Bethesda Game Studios    |
| 2009 | Dragon Age: Origins | RPG                                           | Xbox 360, PlayStation 3, Windows, Mac OS X            | BioWare, Edge of Reality |
| 2010 | Red Dead Redemption | acțiune-aventură                              | PlayStation 3, Xbox 360                               | Rockstar Games           |
| 2011 | Portal 2            | Puzzle                                        | Xbox 360, PlayStation 3, Windows, Mac OS X, GNU/Linux | Valve Corporation        |

## Legături externe
- Gamasutra web site Arhivat în 11 iunie 2006, la Wayback Machine.